# Chrząstowice (stacja kolejowa)
Chrząstowice (dodatkowa nazwa w j. niem. Chronstau) – stacja kolejowa w Chrząstowicach, w województwie opolskim, w Polsce.
Na stacji znajdują się dwa perony z dwiema krawędziami peronowymi, budynek stacyjny nie jest obecnie wykorzystywany do pierwotnych celów.
Od października 2012 roku na przystanku znajdują się dwujęzyczne tablice z nazwą stacji (miejscowości) – w języku polskim i niemieckim.

## Ruch pasażerski
| Rok  | Wymiana pasażerska na dobę |
| ---- | -------------------------- |
| 2017 | 20-49                      |
| 2022 | 50-99                      |

## Połączenia
- Częstochowa
- Fosowskie
- Lubliniec
- Opole Główne
- Wrocław Główny
- Zawadzkie